# 169
El año 169 (CLXIX) fue un año común comenzado en sábado del calendario juliano, en vigor en aquella fecha.
En el Imperio romano el año fue nombrado el del consulado de Seneción y Apolinar, o menos frecuentemente, como el 922 ab urbe condita, siendo su denominación como 169 a principios de la Edad Media, al establecerse el anno Domini.

## Acontecimientos
- Marco Aurelio se convierte en el único emperador de Roma al morir su hermanastro y coemperador, Lucio Vero.

## Nacimientos
- Zhang Liao, general chino.

## Fallecimientos
- Lucio Vero, emperador romano.
- Marco Annio Vero César (n. 162), hijo de Marco Aurelio y designado su heredero.
- Alipio de Bizancio, religioso cristiano.